# شبل (اسم)
شبل هو اسم علم مذكر من أصل عربي، ومعناه هو ابن الأسد إذا كبر وأدرك الصيد، من الفعل شبل الغلام نشأ وشب في النعمة، والاسم يدل على القوة.

## وصلات خارجية
- موسوعة السلطان قابوس لأسماء العرب نسخة محفوظة 5 أبريل 2019 على موقع واي باك مشين.